# Berliner Philharmonikerne
Berliner Philharmonikerne er et symfoniorkester baseret i Berlin, der al sin tid er blevet regnet for et af de fineste orkestre i verden.
Den gamle Berliner Philharmoniker bygning blev ødelagt under bombardementerne af Berlin i 1944. Siden 1963 har orkesteret haft hjemme i Hans Scharouns bygning Philharmonie Berlin, i daglig tale Philharmonie.

## Historie
Orkestret blev grundlagt i 1882 af musikere fra Benjamin Bilses Kapel. Til en turné til Warszawa havde Bilse købt billetter på 4. klasse til sine musikere. Det forbitrede dem, så 54 af dem grundlagde deres eget orkester. En af dem var den danske fløjtenist og komponist Joachim Andersen, der også var assisterende dirigent for orkestret. De første år var præget af vanskeligheder, indtil koncertagenten Hermann Wolff tog over og fik tidens fremmeste dirigent Hans Guido von Bülow som orkestrets leder. Herefter steg orkestrets stjerne hurtigt med opførelser af de fornemste dirigenter og komponister. Hans Richter, Felix von Weingartner, Richard Strauss, Gustav Mahler, Johannes Brahms og Edvard Grieg dirigerede alle orkesteret.
I 1895 blev Arthur Nikisch chefdirigent. Han blev i 1923 fulgt af Wilhelm Furtwängler. Under og efter anden verdenskrig var Leo Borchard chefdirigent, og efter hans død tog Sergiu Celibidache over. Furtwängler vendte renset tilbage i 1952 og blev til sin død i 1954.
Hans efterfølger var den legendariske Herbert von Karajan, som blev til 1989. Claudio Abbado, der var den næste i rækken, udvidede repertoiret med værker fra den modernistiske periode.
I 2002 overtog den britiske Simon Rattle posten som kunstnerisk leder.
Han afløses i 2018 af Kirill Petrenko.
I dag spiller Jesper Busk Sørensen basun (fra 2009).

### Orkesterets kunstneriske ledere
- Hans Guido von Bülow (til 1893)
- Richard Strauss (1894-1895)
- Arthur Nikisch (1895 – 1923)
- Wilhelm Furtwängler ( 1922 – 1945 og 1952 – 1954)
- Leo Borchard (1945)
- Sergiu Celibidache (1945 – 1952)
- Herbert von Karajan (1954 – 1989)
- Claudio Abbado (1989 – 2002)
- Sir Simon Rattle (2002 – 2018)
- Kirill Petrenko (2018 -)

## Ekstern henvisning
- http://www.berliner-philharmoniker.de
- – Digital Concert Hall Arkiveret 21. februar 2009 hos  Wayback Machine